# Архиепархия Лимы
Архиепархия Лимы (лат. Archidioecesis Limana) — архиепархия Римско-Католической церкви с центром в городе Лима, столице Перу. В архиепархию Лимы входят епархии Ики, Кальяо, Карабайльо, Лурина, Уачо, Чосики и территориальная прелатура Яуйос. Кафедральным собором архиепархии Лимы является церковь святого Евангелиста Иоанна, первая в Перу малая базилика. С 1999 года архиепископ Лимы — кардинал Карлос Кастильо Маттасоглио. Дворец архиепископа Лимы является штаб-квартирой архиепархии.

## История
Святой Престол учредил католическую епархию в Лиме 14 мая 1541 года буллой Illuis fulciti praesidio папы римского Павла III, возведена в достоинства митрополичьей архиепархии 16 ноября 1547 года папой римским Павлом III, вместе с Мехико и Санто-Доминго. В 1572 году архиепархия была награждена статусом примаса — титул, который был подтверждён Григорием XVI в 1834 году и Пием XII 23 мая 1943 года.
Одним из её архиепископов был святой Торибио де Могровехо.

## Ординарии
- архиепископ Hernando de Arias y Ugarte — (1630 — 27 января 1638);
- архиепископ Pedro de Villagómez Vivanco — (16 июля 1640 — 12 мая 1671);
- архиепископ Juan de Almoguera, O.SS.T. — (6 мая 1674 — 2 марта 1676);
- архиепископ Мельчор де Линьян-и-Сиснерос  — (14 июня 1677 — 28 января 1708);
- архиепископ Antonio de Zuloaga — (21 мая 1714 — 21 января 1722);
- архиепископ Диего Морсильо Рубио де Суньон де Робледо, O.SS.T. — (12 мая 1723 — 12 марта 1730);
- архиепископ Juan Francisco Antonio de Escandón, C.R. — (1732 — 28 апреля 1739);
- архиепископ José Antonio Gutiérrez y Ceballos — (11 ноября 1740 — 16 января 1745);
- архиепископ Agustín Rodríguez Delgado — (14 января 1746 — 18 декабря 1746);
- архиепископ Pedro de Barroeta Angel — (18 сентября 1748 — 19 декабря 1757);
- архиепископ Diego del Corro — (13 марта 1758 — 28 января 1761);
- архиепископ Diego de Parada — (25 января 1762 — 23 апреля 1779);
- архиепископ Juan González de la Reguera — (18 сентября 1780 — 8 марта 1805);
- архиепископ Бартоломе Мария де лас Эрас Наварро — (31 марта 1806 — 6 сентября 1823);
- архиепископ Jorge de Benavente — (23 июня 1834 — 10 марта 1839);
- архиепископ Francisco de Sales Arrieta — (13 июля 1840 — 4 мая 1843);
- архиепископ Франсиско де Луна Писарро — (24 апреля 1845 — 4 февраля 1855);
- архиепископ José Manuel Pasquel — (28 сентября 1855 — 15 октября 1857);
- архиепископ José Sebastian Goyeneche Barreda — (26 сентября 1859 — 19 февраля 1872);
- архиепископ Manuel Teodoro del Valle — (29 августа 1872 — 19 ноября 1872);
- архиепископ Francisco Orueta y Castrillón — (21 марта 1873 — 1875);
- архиепископ Manuel Antonio Bandini — (1889 — 1898);
- архиепископ Manuel Tovar y Chamorro — (22 августа 1898 — 25 мая 1907);
- архиепископ Pietro García Naranjo  — (19 декабря 1907 — 10 сентября 1917);
- архиепископ Emilio Lisson Chaves, C.M. — (25 февраля 1918 — 3 марта 1931);
- архиепископ Pedro Farfán — (18 сентября 1933 — 17 сентября 1945);
- кардинал Хуан Гевара — (16 декабря 1945 — 27 ноября 1954);
- кардинал Хуан Ландасури Рикеттс, O.F.M. — (2 мая 1955 — 30 декабря 1989);
- кардинал Аугусто Варгас Альсамора, S.J. — (30 декабря 1989 — 9 января 1999);
- кардинал Хуан Луис Сиприани Торн — (9 января 1999 — 25 января 2019);
- кардинал Карлос Кастильо Маттасоглио — (25 января 2019 — ).

## Суффраганные диоцезы
- Диоцез Ики;
- Диоцез Кальяо;
- Диоцез Карабайльо;
- Диоцез Лурина;
- Диоцез Уачо;
- Диоцез Чосики;
- Территориальная прелатура Яуйос.

## Источник
- Annuario Pontificio, Ватикан, 2005